# Osvaldo Fresedo
Osvaldo Nicolás Fresedo (n. Buenos Aires, 5 de mayo de 1897 - Buenos Aires, 18 de noviembre de 1984) fue un compositor y director de orquesta de tango, también conocido como "El pibe  de La Paternal". Su hermano Emilio fue compositor, letrista y violinista.

## Carrera profesional
Fue de origen acomodado y su madre le dio las primeras lecciones de música, pero siendo aún pequeño su familia se trasladó a un barrio más popular y fue allí donde empezó su interés por el tango. Aprendió a pulsar el bandoneón y siendo todavía adolescente integró varias de las más conocidas orquestas de la época de la Guardia Vieja.
En 1920 viajó a Estados Unidos y en Camden (Nueva Jersey) grabó algunos discos integrando un cuarteto en el que tomaban parte el violinista Tito Roccatagliata y el pianista Enrique Pedro Delfino.
De regreso en Buenos Aires forma su primera orquesta a la que, desde el principio, imprimió su característico sello estilístico, el cual, a pesar de haber evolucionado en las siguientes décadas, se mantuvo inalterable en lo esencial, convirtiendo a su conjunto en un verdadero alarde de elegancia. Fue Fresedo, de hecho, uno de los renovadores del tango a principios de la década de 1920, junto con otros jóvenes músicos de ese momento, como Julio de Caro y Juan Carlos Cobián. Todos ellos, sobre la base de su mejor nivel técnico, supieron imponer el estilo musicalmente más depurado que caracterizó al tango que desde entonces se dio en llamar el tango de la Guardia Nueva.
En los años de la década de 1920, Fresedo tuvo una febril actividad como compositor y director de orquesta. Ya antes de esta época había compuesto El espiante, tema al que ahora se agregaban Vida mía, El Once, Pimienta, entre otros.
Como director, su actividad era incansable, como resultado de las grabaciones que le solicitaban y de su amplia aceptación entre el público, sobre todo el más pudiente, lo que le obligó incluso en alguna oportunidad a dividir su orquesta en cuatro y colocar cada una en un local nocturno diferente. Fue, sin duda, su mejor época desde el punto de vista comercial, y también, probablemente, autoral. Baste decir que entre los años 1925 y 1928 Fresedo grabó para la Odeón cerca de 600 temas.
En muchas de estas grabaciones se oyen también las voces de estribillistas como Ernesto Famá (el más emblemático de sus cantores de esa época), Teófilo Ibáñez y Juan Carlos Thorry entre otros.
Alejado ya de Odeón y al frente de una orquesta de mayores dimensiones (como las que ya empezaban a constituirse a partir de la década de 1930), comienza lo que podríamos llamar la segunda época del maestro, con un estilo orquestal renovado y, sobre todo, con la presencia vocal de Roberto Ray (tal vez el más emblemático de los cantores de Fresedo). Las versiones del dueto Fresedo-Ray se encuentran entre las más recordadas de la historia del tango (Vida mía, Como una princesa, Isla de Capri, entre otras).

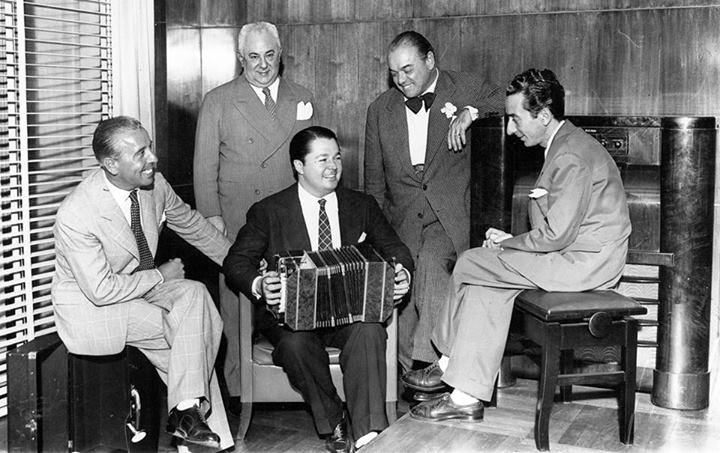
En el centro con el bandoneón: Aníbal Troilo. Luego, de izquierda a derecha: Osvaldo Fresedo José Razzano, Francisco Canaro y Enrique Santos Discépolo (1944)

Cuando en la década de 1940 aparece una nueva generación de músicos: (Aníbal Troilo, Osvaldo Pugliese, Miguel Caló, Alfredo De Angelis, Ricardo Tanturi, Ángel D'Agostino, etc.), que imponen el estilo característico de esta época, Fresedo procura adaptarse musicalmente a estos nuevos tiempos. Sin embargo, de alguna manera, ese intento le va a restar mucho de la fuerza del estilo fresediano que supo combinar de manera tan acertada ritmo y elegancia. A partir de aquí sus orquestaciones se hacen más lentas y elige cantores melífluos que incluso, en algún caso, le dan un cierto aire bolerístico a sus versiones.
A pesar de los constantes cambios que se suceden en el tango, Fresedo continúa grabando en los años 30 y 40 en RCA Victor, con el aporte de los cantores Ray, Ricardo Ruiz y Oscar Serpa. Luego pasa a grabar durante unos años en Odeon, hasta casi finales de los 50, y con los cantores Héctor Pacheco, Carlos Barrios y Armando Garrido. En 1959 inicia registros en Columbia, siendo uno de los primeros artistas en grabar en sonido Estéreo.
Fresedo continuó dirigiendo hasta su retiro en 1980, dejando de grabar ese año en el sello CBS, donde había grabado con Argentino Ledesma como último cantor invitado, constituyéndose así en el director de orquestas de tango de más larga trayectoria (si recordamos que se inició en este rol a comienzos de la década de 1920).
Osvaldo Fresedo falleció en Buenos Aires, el 18 de noviembre de 1984.

## Valoración
Se dice que el estilo musical de Osvaldo Fresedo fue caracterizado por “la delicadeza del gusto, los ligados, los suaves matices y los solos fantaseosos del piano apuntaban al oído de las clases altas, aunque llevando hasta ellas el mensaje musical del arrabal profundo, que siempre emergía en el arte fresediano.” Consecuentemente Fresedo elegía  cantores que además de tener el nivel de calidad requerido encuadraran en ese estilo, tales como Edmundo Rivero, Roberto Ray, Oscar Serpa o Ricardo Ruiz, y Héctor Pacheco no solamente perteneció por derecho propio a esa escuela sino que incluso para más de un crítico fue su mejor exponente, el más afinado, el más seductor y, también, el más personal.

## Filmografía
Musicalización
- Adiós muchachos (1955) dir. Armando Bo
- El cabo Rivero (1938) dir. Miguel Coronatto Paz